# CiP協議会
一般社団法人CiP協議会(しっぷきょうぎかい、英語: CiP Association)は、東京都港区（竹芝地区）に「コンテンツ×デジタル」産業の拠点を形成する活動母体として設立された一般社団法人。『コンテンツを核とした国際ビジネス拠点』を形成する都市開発計画において、研究開発・人材育成・起業支援・ビジネスマッチングを柱に活動。
2014年から準備会として活動し、2015年４月に一般社団法人CiP（Contents innovation Program）協議会（以下CiP協議会と表記）として設立。